# Caccobius atratus
Caccobius atratus là một loài bọ cánh cứng trong họ Bọ hung (Scarabaeidae).